# Carmichaelia stevensonii
Carmichaelia stevensonii là một loài thực vật có hoa trong họ Đậu. Loài này được (Cheesman) Heenan miêu tả khoa học đầu tiên năm 1998.